# WWE Afterburn
WWE Afterburn ist eine von World Wrestling Entertainment (WWE) produzierte Fernsehsendung, die die Ereignisse aus der Show Smackdown zusammenfasst. Zusammen mit WWE Bottom Line, das das gleiche für WWE Raw tut, ersetzte es die vorherige Show Jakked. Die Fernsehsendung lief in den Vereinigten Staaten von Mai 2002 bis September 2005 auf diversen Kanälen, wurde jedoch nach 172 Sendungen abgesetzt. Sie wird jedoch weiterhin produziert und ist auf den internationalen Markt ausgerichtet.

## Ausstrahlungen
Im Mittleren Osten wird die Show sonntags über den Fernsehsender MBC Action ausgestrahlt. Die Sendezeiten differieren je nach Land. In Malaysia wurde es erstmals am 6. Mai 2011 über Astro SuperSport 4 ausgestrahlt, jetzt ist es auf dem Sender Astro Prima zu finden. In Südafrika kümmert sich eKasi+ um die Ausstrahlung.
Von 2008 bis 2010 wurde WWE Afterburn in Australien ausgestrahlt und war dort die einzige kostenlose WWE-Show, da Raw, Smackdown, NXT und WWE Superstars über den kostenpflichtigen Sender Fox8 ausgestrahlt wurden. Nach seiner Einstellung nahm WWE Experience seinen Platz ein. Seit Dezember 2014 ist die Fernsehsendung jedoch wieder über 7mate zu empfangen.
| Land           | Sender                           | Sendezeit                                             |
| -------------- | -------------------------------- | ----------------------------------------------------- |
| Arabische Welt | MBC Action                       | Dienstag, 20 bzw. 21 Uhr                              |
| Australien     | 7mate                            | Mittwochs, 0 Uhr                                      |
| Bangladesch    | TEN Sports                       | montags, 17:30 Uhr, 11 Uhr; dienstags, 8 Uhr          |
| Bhutan         | TEN Sports                       | mittwochs, 17:30 Uhr                                  |
| Frankreich     | Canal+ und Canal+ Sport (France) | freitags 6 Uhr; mittwochs 7:10 Uhr; sonntags 7:10 Uhr |
| Irland         | Sky Sports                       | sonntags 9 und 22 Uhr                                 |
| Japan          | J Sports 4                       | samstags, 10 Uhr.                                     |
| Malaysia       | Astro                            | montags 22 Uhr                                        |
| Pakistan       | TEN Sports                       | dienstags 11:30 und 21:30 Uhr                         |
| Portugal       | Sport TV                         | mittwochs, 18 Uhr                                     |
| Zypern         | LTV1                             | donnerstags 19 Uhr; montags 18 Uhr                    |

## Moderation
Hauptmoderation
| Jahre        | Moderator                       |
| ------------ | ------------------------------- |
| 2002         | Marc Lloyd                      |
| 2002–03      | Ivory                           |
| 2003         | Rue DeBona                      |
| 2003–09      | Josh Mathews                    |
| 2009–11      | Jack Korpela                    |
| 2011–12      | Matt Striker                    |
| 2012–13      | Tony Dawson                     |
| 2013 2015–16 | Scott Stanford                  |
| 2014–15      | Renee Young                     |
| seit 2016    | Scott Stanford und Cathy Kelley |

Gastmoderation/Vertretung
| Jahr           | Moderation           |
| -------------- | -------------------- |
| 2002           | Josh Mathews         |
| 2005           | Michael Cole und Taz |
| 2008           | Jack Korpela         |
| 2011           | Scott Stanford       |
| 2014           | Rich Brennan         |
| 2015           | Kyle Edwards         |
| seit 2015 2013 | Tom Phillips         |